# Выгода (Житомирская область)
Вы́года (укр. Вигода) — село на Украине, находится в Житомирском районе Житомирской области.
Код КОАТУУ — 1822086303. Население по переписи 2001 года составляет 289 человек. Почтовый индекс — 10000. Телефонный код — 412. Занимает площадь 0,431 км².

## Адрес местного совета
12411, Житомирская область, Житомирский р-н, с. Садки, ул. Тимирязева, 7